# Vliegenorchis
De  vliegenorchis (Ophrys insectifera) is een Europese orchidee. Hij komt in Nederland alleen nog voor in Zuid-Limburg. In België is de soort aanwezig in de Vlaamse Voerstreek (zeldzaam) en in delen van Wallonië.
De plant kan 20-60 cm hoog worden en bloeit in de Lage Landen meestal in de laatste helft van mei. Van alle soorten Ophrys komt de vliegenorchis het verst naar het noorden voor, in Noorwegen zelfs tot iets ten noorden van de poolcirkel. Net als andere soorten van het geslacht verspreiden de bloemen stoffen die overeenkomen met lokstoffen die vrouwelijke insecten uitscheiden om mannelijke soortgenoten aan te trekken. Deze proberen met de bloem te paren en zorgen zo voor de bestuiving.

## Etymologie
De Nederlandse naam wordt ontleend aan het feit dat de bloem op een vlieg lijkt. Ophrys komt van het Oudgriekse woord ὀφρῦς (ophrus), "wenkbrauw", wat waarschijnlijk verwijst naar de stijve beharing op de lip. De soortaanduiding insectifera is de combinatie tussen het Latijnse woord insectum, "ingesneden" vanwege de drie lichaamsdelen van het dier, en ferre "dragen".

## Beschrijving
De vliegenorchis is een slanke, lage tot middelhoge (20-60 cm) vaste plant, die in de vroege voorzomer bloeit. In de herfst bevindt de hele plant zich ondergronds, en bestaat dan uit twee ronde wittige knollen, een spruit, en een krans van een aantal min of meer uitstralende, onvertakte wittige wortels van gelijkblijvende dikte, die ontspringen waar de knollen met de spruit verbonden zijn. In de winter is er al een groeipunt te zien. Naarmate het jaar vordert krimpt, rimpelt, en verkleurt de ene knol tot bruinig en rot uiteindelijk weg als de zaden rijp zijn. De andere wittige knol wordt steeds groter en bevat het reservevoedsel voor de bloei van het daarop volgende jaar. Van de knollen en wortels komt een opvallende aardachtige geur die wordt veroorzaakt door de wortelschimmel waarmee hij in symbiose leeft.
De grondstandige bladeren vormen geen bladrozet maar staan bijna rechtop, zijn langwerpig, vanaf het middel al toegespitst met een versmalde voet, en heeft tot ongeveer 15 parallelle nerven. Er zijn een of twee schedevormige stengelbladen.
De bloemtros bevat meestal 5-10 (maximaal 18) bloemen die wat verder van elkaar staan dan elke bloem hoog is. Ze staan elk in de oksel van een rechtopstaand, langwerpig, bleek zilvergroen, donkerder parallel-generfd schutblad, dat langer is dan de bloem. Het driedelige, in de lengte gegroefde onderstandige vruchtbeginsel staat ongesteeld in de oksel van het schutblad. Het is aan de top omgebogen zodat de lip toch naar beneden wijst. De doosvrucht springt open met 3 overlangse spleten. Het zaad grijsbruin, stoffijn, uiterst licht, met een omstreeks 0,6 mm lange, netvormige zaadhuid en een kiem van ± 0,2 mm.

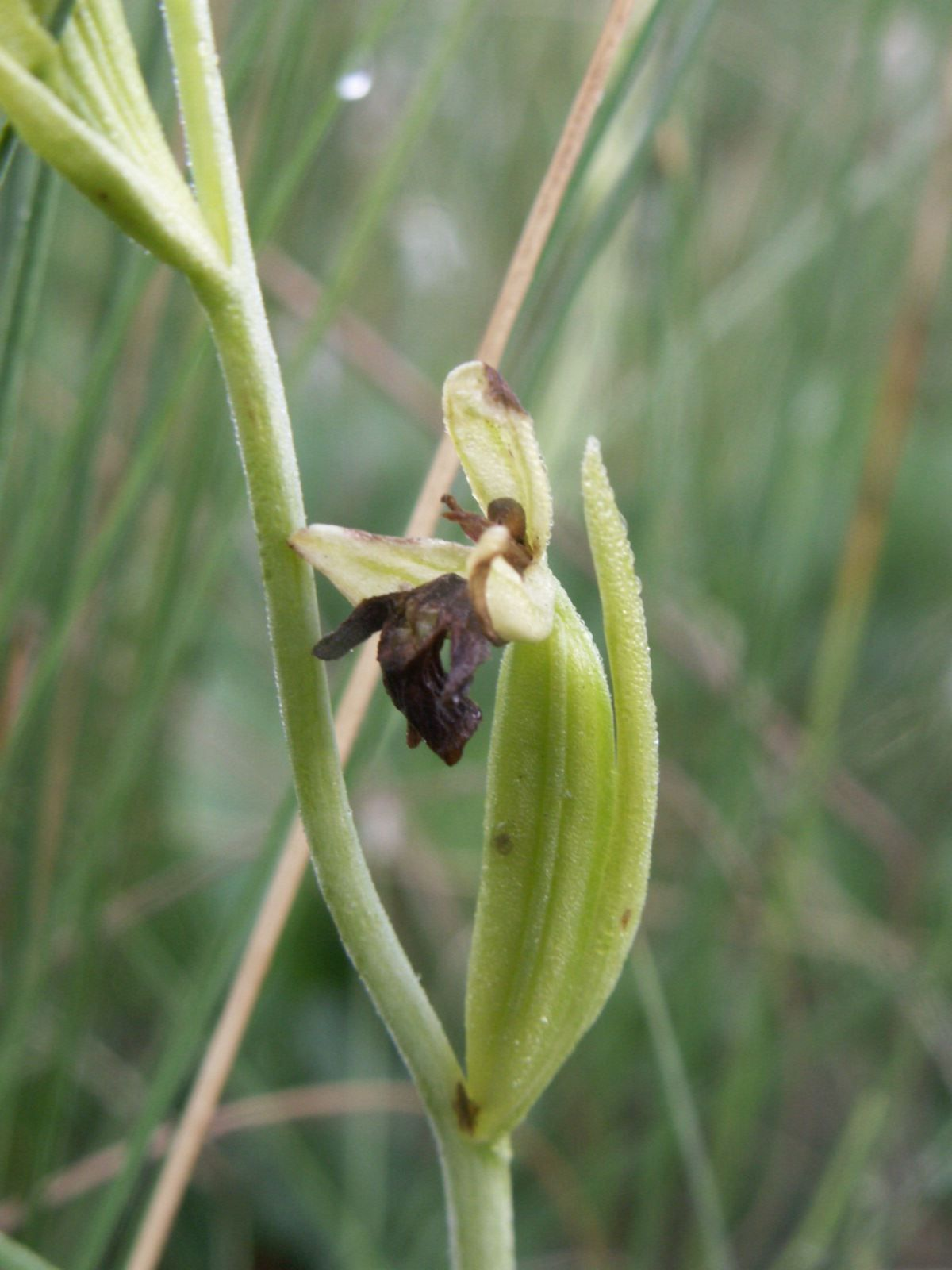
ontwikkelende vrucht
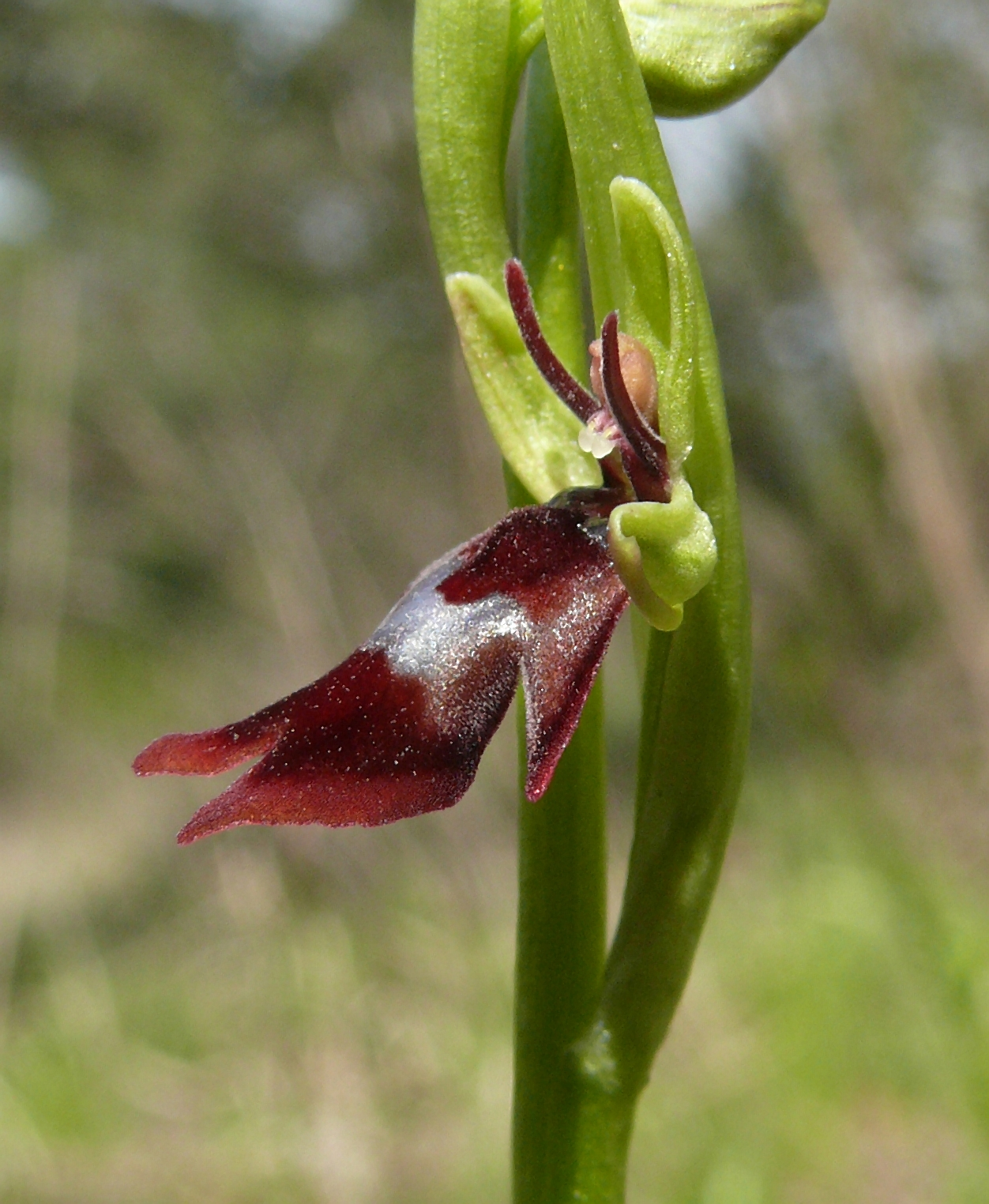
zijaanzicht bloem

De bloem is net als bij alle andere inheemse orchideeën tweezijdig symmetrisch. Aan de kant die tijdens de bloei aan de bovenkant zit, zit het zuiltje, de met de enige meeldraad samengegroeide stamper. Elk van de helmhokjes bestaat uit een omhulsel en een omgekeerd peervormig klompje waarop het gele stuifmeel zit met daaronder een geel steeltje en aan de voet daarvan een hechtschijfje dat wordt beschermd door een napje. Het zuiltje staat in het verlengde van het vruchtbeginsel. Bij de vliegenorchis is het zuiltje bruin of groen en lijkt op een kop-borststuk van een insect met daarin twee ogen, de hokjes waarin de stuifmeelklompjes hebben gezeten, maar zonder aan de top een snaveltje. Tegenover het zuiltje staat de lip van 9-10 mm lang. Die lip is langwerpig, bijna vlak, meestal donkerbruin, vaak met een blauwpaarse, glanzende vlek aan de voet van de zijlobben, maar er zijn ook variëteiten met groene bloemen, of met geelgroene bloemen met een wittige vlek. Er zijn twee bruine langwerpige zijlobben, die ongeveer zo lang zijn als de paarse vlek. De middenlob is aan het eind gespleten. De spoor ontbreekt. De binnenste bloemdekbladen (petalen) zijn lijnvormig, bruin, ¾× zo lang als de buitenste bloemdekbladen (sepalen). De drie sepalen zijn langwerpig eirond, onbehaard, ± 7 mm lang, zilvergroen, gootvormig met een stompe top en iets klokvormig uitstaand. Dit alles geeft de indruk van een kleine bij.

### Variëteiten
De variëteit longibracteata heeft schutbladen die bijna drie maal zo lang zijn als het vruchtbeginsel. Bij rotundata zijn de zijlobben aan de lip heel kort, en bij dubia juist lang en lijnvormig. Bij de variëteit subbombifera is de lip rondachtig of eivormig. parviflora heeft kleine bloemen. De vorm viridiflora heeft groene bloemen. Van ochroleuca zijn de bloemen groen-geel met een witgevlekte lip, en die vorm is een keer aangetroffen bij Wijlre.

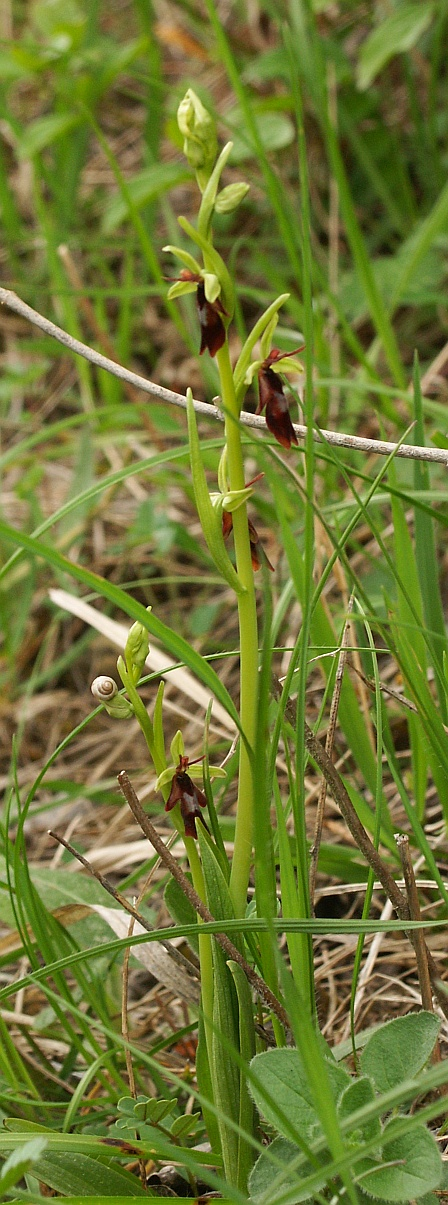
var. longibracteata
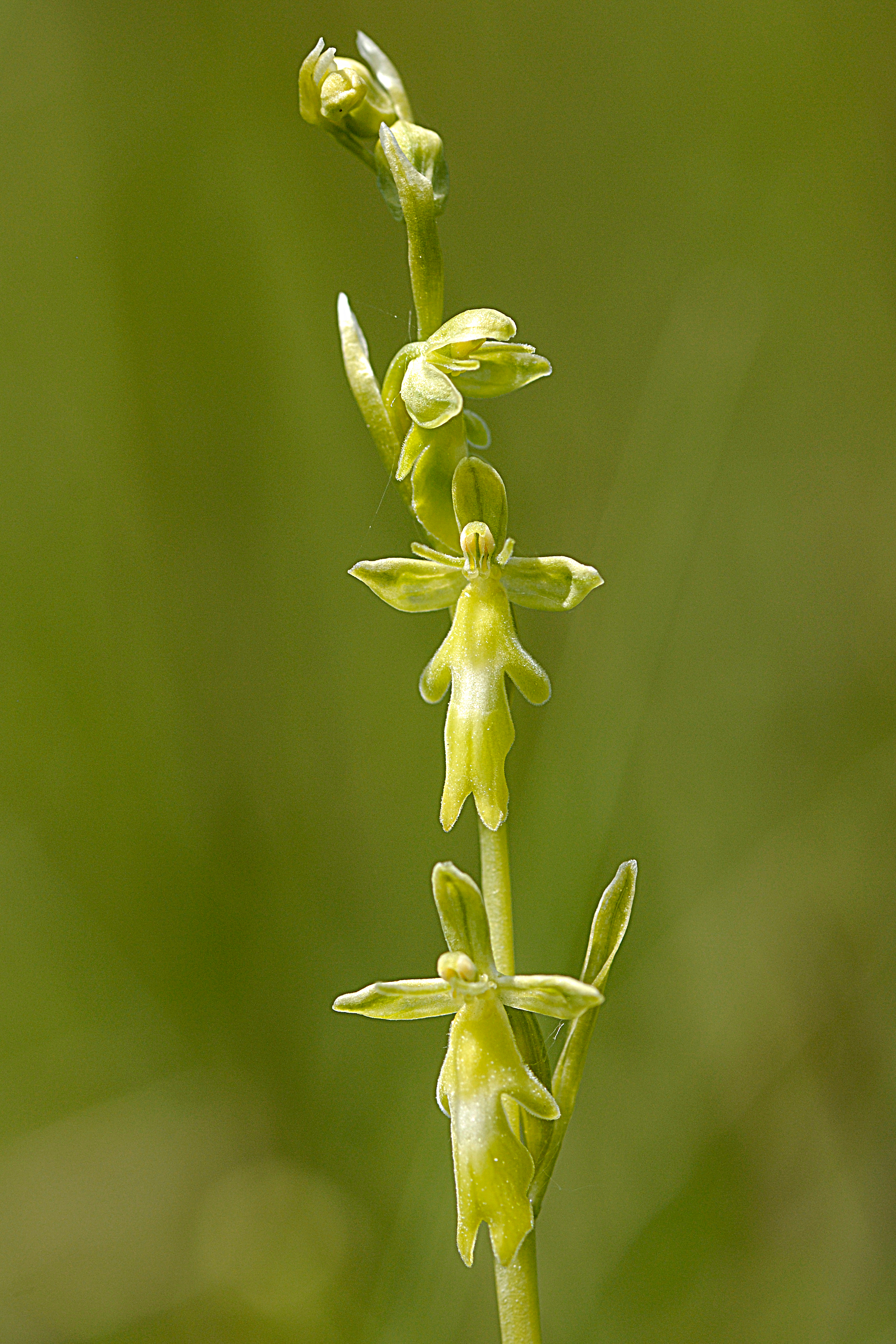
var. ochroleuca
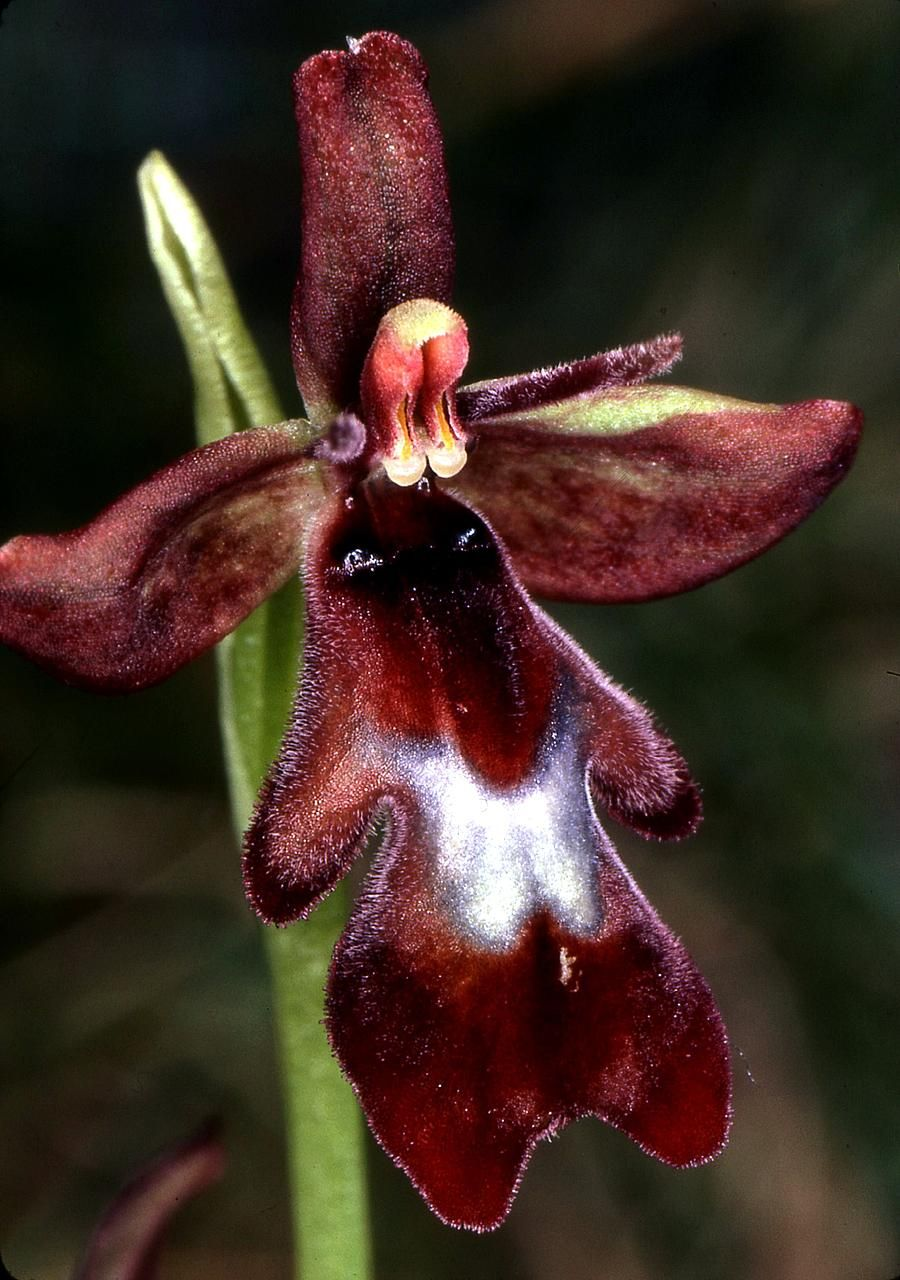
variëteit met bruine sepalen

### Verschillen met andereOphrys-soorten
- De bijenorchis O. apifera heeft een rozet van vlakliggende bladeren (en geen rechtopstaande grondstandige bladeren), schutbladeren die boven de bloem uitsteken (en niet slechts iets langer dan het vruchtbeginsel), een gekromd snaveltje aan de top van het zuiltje (ontbreekt bij de vliegenorchis), wit tot rozerood, later in de bloei ver teruggeslagen langwerpig-eivormige sepalen (en niet groene, en niet teruggeslagen), korte en groenig/gelige petalen of wit tot rozerood en lijkend op de sepalen (en niet lang, smal en zwartbruin), en een opgebolde behaarde bruine lip met een hoefijzerachtige tekening (in plaats van tamelijk vlak, onbehaard, donkerbruin met een gespleten top en uitstaande zijlobben, en vaak een blauwachtige vlek in het midden).
- De vliegenorchis van de Causses Ophrys aymoninii lijkt in de meeste opzichten op de vliegenorchis. De lip van O. aymoninii heeft een vaag afgegrensde gele zoom en het zuiltje is groen of gelig groen, net als de petalen.

## Ecologie

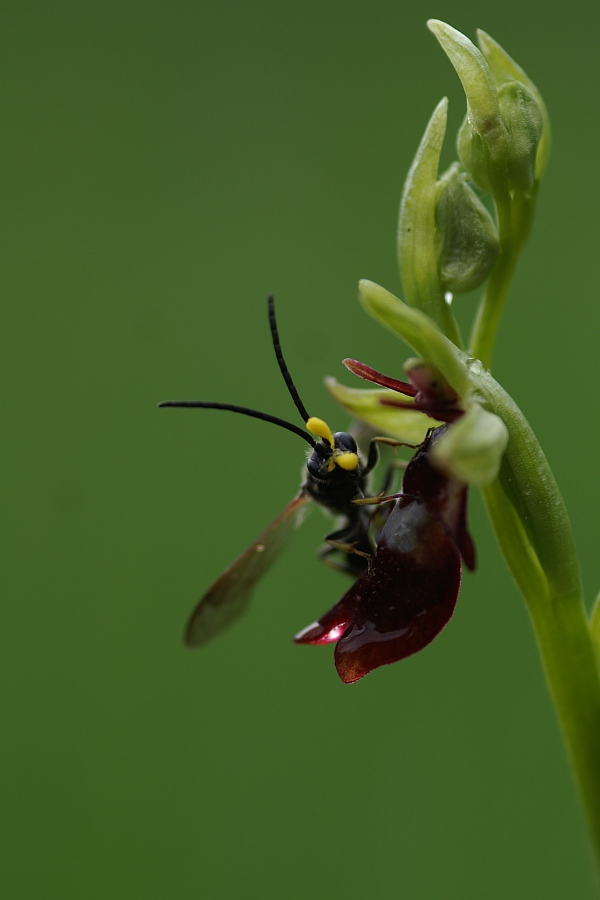
Graafwesp op bloem met stuifmeelklompjes op de kop

De vliegenorchis groeit aan de bosrand, graslanden en andere halfbeschaduwde plaatsen op matig droge, kalkrijke, maar toch humeuze grond. Het is een kensoort voor de associatie van hazelaar en purperorchis (Orchio-Cornetum). De soort is sterk achteruitgegaan door bemesting en verandering van het beheer, met name het verloren gaan van de hakhoutcultuur. Planten die vaak op dezelfde plaatsen als de vliegenorchis staan zijn kammos (Ctenidium molluscum), wilde marjolein, donkersporig bosviooltje, ruig viooltje, grote keverorchis, purperorchis en soldaatje. De bloemen bevatten geen nektar. De vliegenorchis wordt bestoven door mannelijke graafwespen, in dit geval van de soorten Argogorytes campestris en Argogorytes mystaceus, die met de bloem proberen te paren en zo de hechtschijfjes van de stuifmeelklompjes op hun kop krijgen. Daarnaast worden de bloemen bezocht door de vliegen Herina frondescentiae en Sarcophaga carnaria, en de kever Anthobium minutum.

## Verspreiding en Bescherming
De vliegenorchis komt alleen voor in Europa, van Ierland, Wales en Engeland in het westen (maar niet in Schotland), zuidelijk tot Noord- en Noordoost-Spanje, Lombardije en Slovenië, oostelijk van West-Hongarije via Tsjechië en West-Polen, de Baltische staten en Noord-Rusland, en noordelijk via Russisch Karelië en de Finse zuidkust naar Zweden en Noorwegen tot aan de poolcirkel. In de Alpen komt hij tot 1600 m hoogte voor. In Nederland is de vliegenorchis zeer zeldzaam in Zuid-Limburg, en vroeger kwam hij ook voor op een plaats aan de binnenduinrand van Walcheren. In België is hij zeldzaam in de Kalkstreek, de oostelijke Leemstreek en Lotharingen, en zeer zeldzaam in de Voerstreek.
De plant is in Nederland en België wettelijk beschermd. Hij staat op de Nederlandse Rode lijst van planten als zeer sterk afgenomen en zeer zeldzaam.

## Gebruik
De gedroogde en gemalen knol geeft een fijn wit poeder (salep) dat wordt toegevoegd aan dranken of aan meel voor brood.